# Тортима (Виченца)
Тортима је насеље у Италији у округу Виченца, региону Венето.
Према процени из 2011. у насељу је живело 146 становника. Насеље се налази на надморској висини од 759 м.